# Warburger Brauerei
Die Warburger Brauerei ist eine mittelständische Brauerei in Warburg, Westfalen. Seit ihrer Gründung 1721 ist sie im Besitz der Familie Kohlschein, seit 2008 in zehnter Generation. Die Brauerei Kohlschein gilt als der älteste Handwerksbetrieb der Region Warburger Land und trägt den Titel Naturparkbrauerei, zugehörig zum Naturpark Teutoburger Wald/Eggegebirge. Die Produktionsstätten befinden sich an der Kuhlemühle in den ehemaligen Gebäuden der umgebauten Papierfabrik Behring. 

## Geschichte

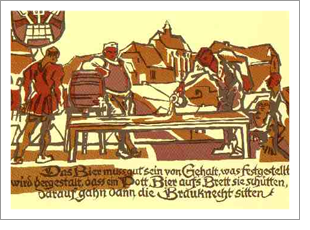
Die „Warburger Bierprobe“, Grafik von ca. 1920

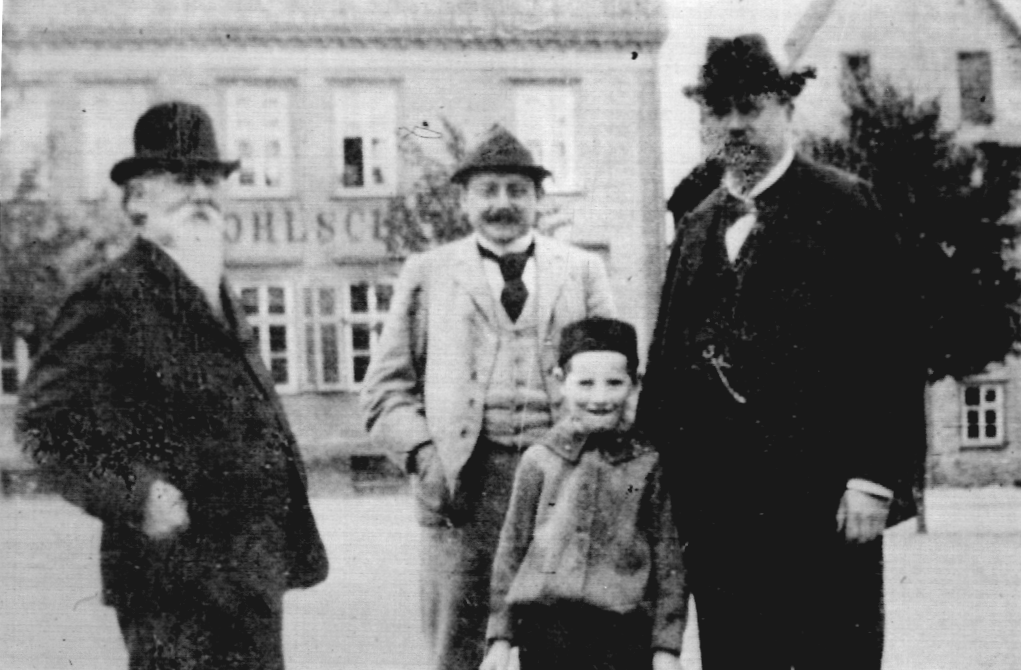
Der ehemalige Brauereiausschank Hauptstr. 60 vor Errichtung des neuen Verwaltungsgebäudes (ca. 1890)

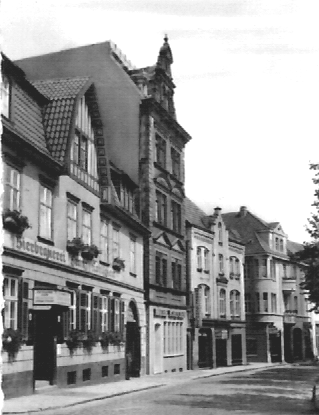
Hauptstr. 58 und 60 von Westen (nach 1920)

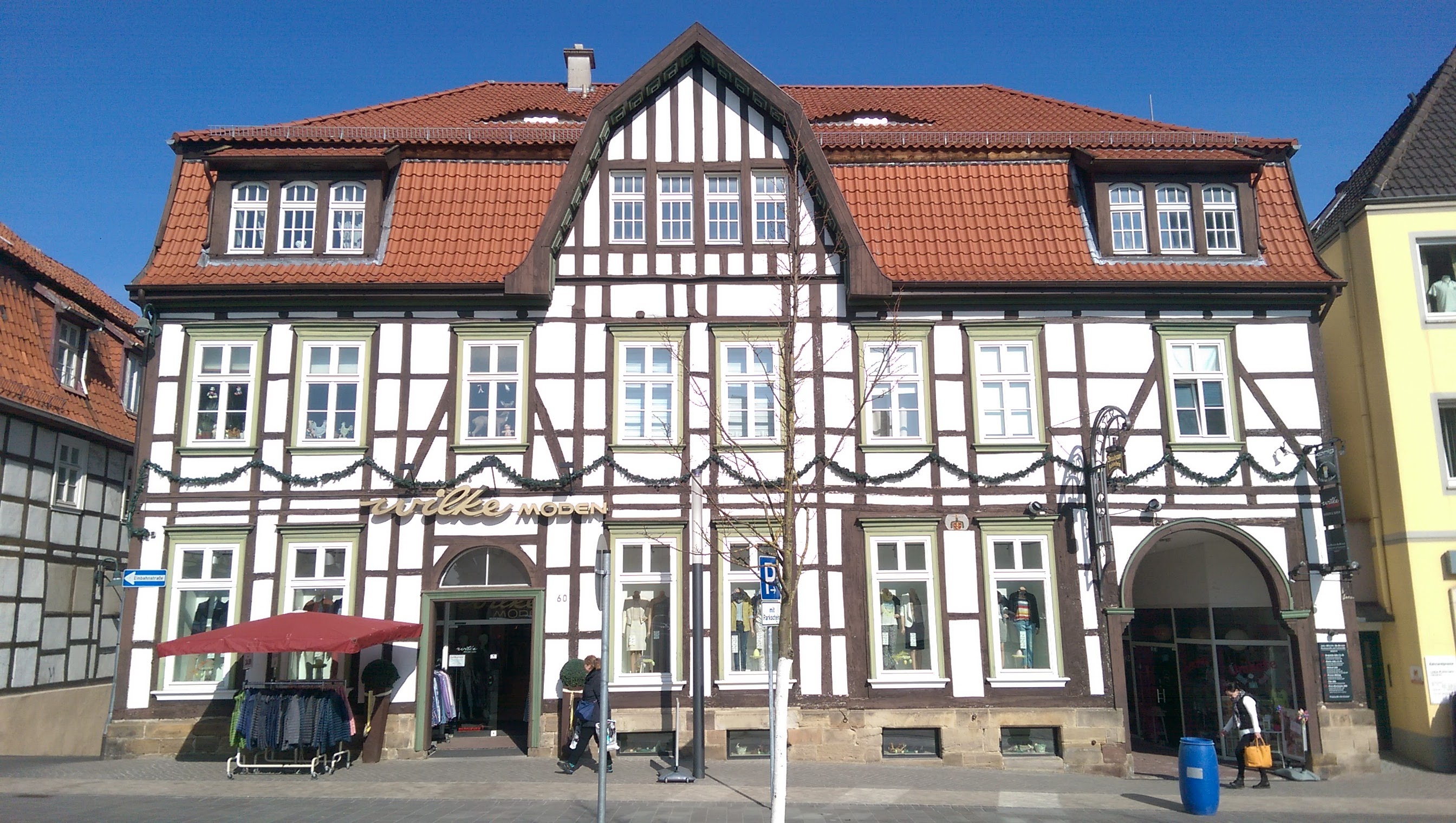
Hauptstraße 60 nach Auszug der Brauerei (2016)

Die Brautradition Warburgs lässt sich bis ins Mittelalter zurückverfolgen. Gebraut wurde zunächst in fast allen größeren Haushalten. 1436 wurde in der Warburger Verfassungsurkunde, dem Groten Breff, geregelt, dass für sechs Malter (ca. 1 hl) Bier 2 Schilling und sechs Pfennig in der Neustadt und 2 Schilling in der Altstadt für 6 Malter, an die Neustädter Kirche St. Johannes Baptist abzugeben sind. Mit der Konstituierung einer Brauerzunft vor 1540 erfolgte die Begründung eines genehmigungspflichtigen Handwerks. Auch die Qualität des Biers wurde von den sogenannten „Schmeckeherren“ des Stadtrates kontrolliert. Diese sogenannte „Warburger Bierprobe“ wird noch heute als Volkstheaterstück jährlich auf dem Altstadtmarkt nachgespielt. 1581 wurde Warburg u. a. im Stichwerk von Georg Braun vor allem „des köstlichen Biers halber“ gepriesen.
1695 kam Johannes Jodokus Kohlschein nach vorübergehendem auswärtigem Aufenthalt nach Warburg zurück, ließ sich in der Altstadt nieder und gründete eine Brauerei, für die er am 31. Januar 1721 das Braurecht der Stadt erhielt. 1794 verlegte sein Nachfolger Anton Joseph Kohlschein den Betrieb in die Unterstraße, Ecke Pottgasse der Warburger Neustadt.
1831/32 übernahm Franz Xaver Kohlschein von Friedrich Koch, der in finanzielle Schwierigkeiten geraten war, den Rohbau eines zweigeschossigen Gebäudes am nahegelegenen Marktplatz, heute Hauptstraße 60, stellte es bis 1840 fertig und verlagerte schrittweise die Brauerei dorthin. Dort entstand auch eine Gaststätte als Brauereiausschank. Der Betrieb wurde stetig vergrößert, wobei einige Nachbargrundstücke hinzuerworben werden konnten.
1892 begann dessen Sohn Carl August Kohlschein mit der industriellen Fertigung durch Einbau eines neuen Kessels und einer Dampfmaschine. Der Bierausstoß betrug 4.000 hl. Gleichzeitig ließ er neben dem schlichten, traufständigen Haus in der Hauptstraße 58 einen dreigeschossigen Neubau mit hohen Brandwänden im Stil der Neorenaissance errichten, in dem die Büros und Wohnungen untergebracht wurden.
1913 erweiterte dessen Sohn Franz Johann Kohlschein die Hauptstraße 60 durch einen Dachausbau mit Bau eines Zwerchhauses. Im Inneren wurden einige Gasträume von dem Düsseldorfer Maler Hans Kohlschein, einem weitläufigen Verwandten, mit Szenen aus der Warburger Geschichte ausgemalt.
1958 ließ dessen Sohn Franz Kohlschein das Fachwerk am ursprünglich verputzten Gebäude freilegen. Wenig später wurde das als zu hoch und unpassend gestaltet empfundene Gebäude Hauptstraße 58 auf zwei Geschosse zurückgebaut.
1973 erwarben die Brüder Heinrich und Peter Kohlschein die Kuhlemühle, eine drei Kilometer östlich von Warburg gelegene ehemalige Papiermühle mit Betriebsgebäuden, Wohnhäusern und eigener Strom- und Wasserversorgung. 1983 wurde die Brauerei dorthin verlagert. Die ehemaligen Gebäude in der Innenstadt wurden für Wohn- und Geschäftsnutzungen umgebaut.

## Produkte

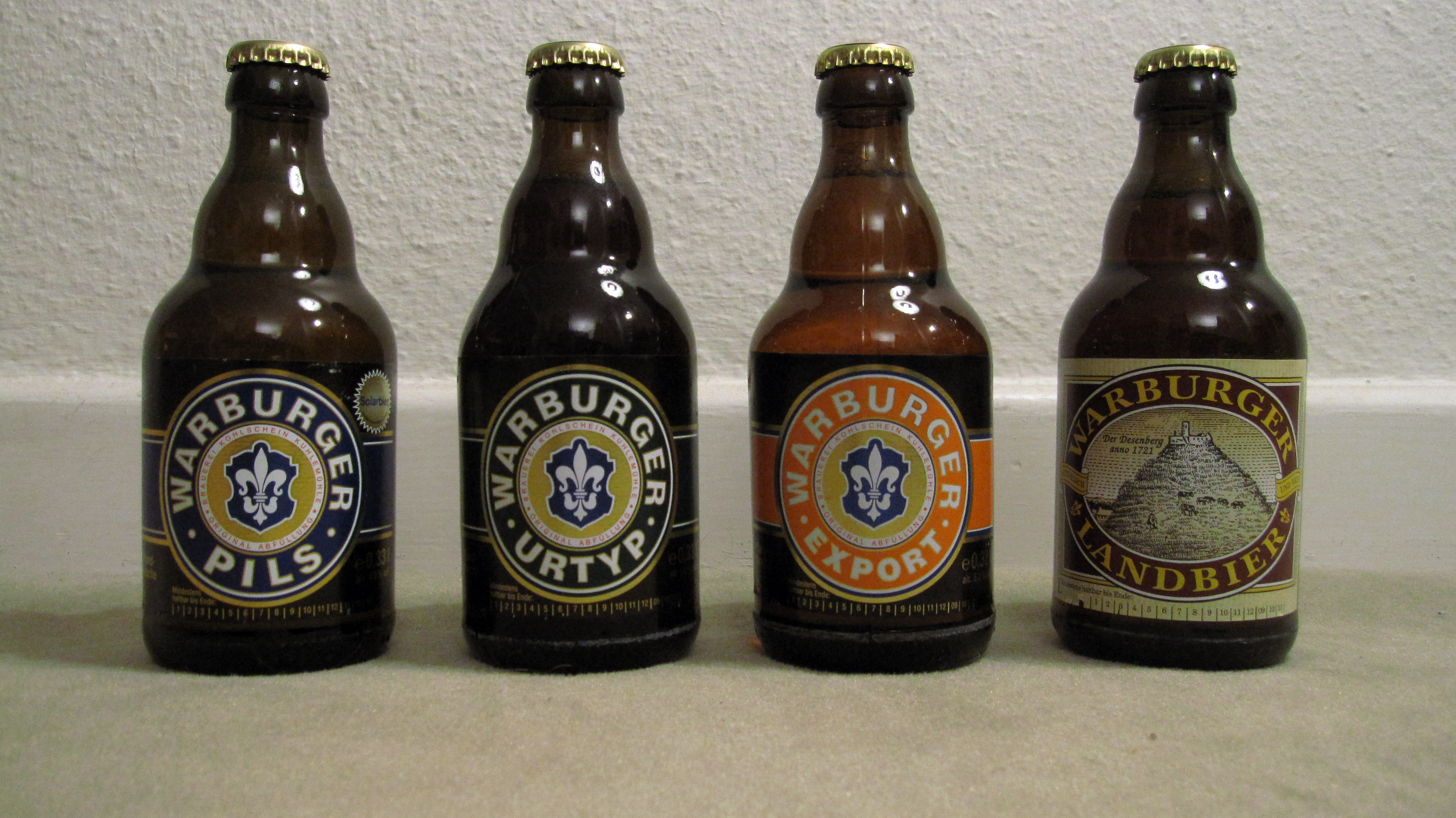
Eine Auswahl Warburger Biersorten

Der Ausstoß der Brauerei liegt bei rund 20.000 Hektolitern Bier im Jahr, der Umsatz liegt bei rund 2 Millionen Euro. Im Mittelpunkt der Produktpalette des Unternehmens steht das Warburger Pils. Weitere Marken sind:
- Warburger Export – ein Export
- Warburger Urtyp – ein dunkles, untergäriges Bier
- Warburger Bio Helles – ein untergäriges Bier aus Bio-Gerste
- Warburger Landbier – ein Kellerbier
- Warburger Roter Bock – ein Bockbier mit 16,8 % Stammwürze und 6,8 Vol.-% Alkohol
- Warburger Landradler
- Warburger Diemelbrand

Zum 300-jährigen Bestehen der Brauerei wurde 2021 das Warburger 1721 als westfälisches Braunbier mit einer historischen Gerstensorte gebraut.

## Stammlinie der Eigentümer/Geschäftsführer
Die Familie Kohlschein sieht sich als „das älteste Brauer-Geschlecht in Westfalen“ und hat bei der Stammbaum-Plattform MyHeritage nachfolgende Stammreihe veröffentlicht.
- Hans I. Kaul (* ca. 1400)
- Heinrich Kaul (* ca. 1444) ⚭ N Bullen
- Cord I. Kaul (* vor 1477) ⚭ N Geiling
- Cord II. Kaul (* vor 1471, † nach 1510) ⚭ Mette Weddewald aus Volkmarsen
- Heinrich Kaul (* vor 1524, † 1566) ⚭ Anna von Steinheim
- Curd II. Kaul (1528–1576), ⚭ 1550 Edeling von Germeten
- Goddert Kaul (1550–1599) ⚭ N Reussen
- Martin Kaul (* 1581 Volkmarsen, † 1663 Warburg) ⚭ Anna N
- Jodocus Kaul (* 1620 Warburg-Altstadt, † nach 1668) ⚭ Anna Reussen
- Johann Jodocus Kaulschien/Kohlschein (* vor 1668, † 1741) ⚭ 1708 Anna Catharina Niggemann, 1721 Brauereigründer in Warburg
- Johann Friedrich Kohlschein (1715–1742) ⚭ 1740 Anna Margarethe Runten, 1741 Inhaber
- Andreas Joseph Kohlschein (1741–1788) ⚭ 1766 mit Maria Sophie Amalia Sarrazin, 1742 Erbe, später Inhaber
- Anton Joseph Kohlschein (1772–1839) ⚭ 1794 Anna Maria Catharina Magdalena Eikerenkötter, 1794 Inhaber
- Dominikus Franz Xaver Kohlschein (1804–1852) ⚭ 1861 Elisabeth Gerhold, 1831 Inhaber
- Carl August Kohlschein (1836–1897) ⚭ 1861 Elisabeth Claes, 1852 Inhaber
- Franz Johann Kohlschein (1862–1936) 1897 ⚭ Toni Quick, 1897 Inhaber
- Franz Kohlschein (1901–1978) ⚭ 1933 Maria Rosa Both, Inhaber
- Heinrich und Peter Kohlschein, 1977 Inhaber und Geschäftsführer
- Michael und Franz Axel Kohlschein, seit 2008 Inhaber und Geschäftsführer

## Sponsoring
Die Warburger Brauerei unterstützt jährlich mehrere Musik- und Volksfeste in Warburg und Umgebung. Hierzu gehören:
- Die Warburger Oktoberwoche (seit 1948 im Oktober)
- Das Kälkenfest des Warburger Verkehrsvereins auf dem Altstädter Markt (seit 1975 im August)
- Das Maifest der Warburger Werbegemeinschaft auf dem Neustädter Markt
- Das Brauerei Rockfestival, eine sommerliche Open-Air-Veranstaltung in der Kuhlemühle (seit 2008 im August)

## Sonstiges
Die Brauerei ist Mitglied im Brauring, einer Kooperationsgesellschaft privater Brauereien aus Deutschland, Österreich und der Schweiz.